# Narrativa em blocos
Narrativa em blocos é uma técnica literária introduzida no Modernismo, em que o texto é dividido em vários blocos, cada um apresentando um subconjunto dos eventos que compõem a história, relatados sob o ponto de vista de um determinado personagem. O termo aparece em 1976 na obra Uma poética de romance:matéria de carpintaria, de Autran Dourado, um dos livros em que este escritor analisa suas próprias técnicas narrativas. Uma expressão usada como sinônimo é narrativa perspectivada.
Com o uso desta técnica, o autor aumenta a ambiguidade do texto, evidenciando que não existe uma verdade única e absoluta, apesar de os leitores poderem privilegiar um dos pontos de vista. Ela também dá ao leitor a liberdade de desenvolver por si mesmo novas perspectivas, que seriam tão válidas quanto as explicitadas na obra.
Exemplos de narrativas em blocos são os romances O colecionador, de John Fowles e Os sinos da agonia, de Autran Dourado. O Colecionador traz três blocos, todos narrados na primeira pessoa: no primeiro e no terceiro blocos, a história é narrada por Frederick Clegg num monólogo interior; no segundo, parte dos eventos é narrada por sua vítima Miranda Grey em seu diário pessoal. Os sinos da agonia traz quatro blocos, todos narrados na terceira pessoa; em cada um dos três primeiros, apresenta-se o ponto de vista de um dos personagens principais; no último bloco, adota-se um esquema tradicional para a narrativa.
Segundo Lilian Pestre Almeida, em Os sinos da agonia

A narrativa em blocos promove uma organização original do espaço da escrita. O autor deixa propositadamente em suspenso a parte final de cada bloco – o que cria a ambigüidade – e forma com elas o quarto bloco. Poder-se-ia imaginar que neste último bloco todos os conflitos resolver-se-iam, mas não é o acontece: o quarto bloco “a roda do tempo”, é a intensificação do drama agônico de cada uma das três personagens principais.

A narrativa em blocos inverte a relação tradicional entre espaço e tempo na narrativa: em lugar de apresentar um único ponto de vista em momentos sucessivos no tempo, ela apresenta sucessivos pontos de vista em um único momento no tempo. Essa inversão é
uma das características mais notáveis do Cubismo; por meio dela, o autor obriga o leitor a reconstituir a verdade a partir das diversas representações díspares oferecidas, inserindo-o na obra. O resultado da reconstituição passa a depender tanto do leitor quanto do autor, e assim revela também muito a respeito do primeiro.